# Мавритания (судно, 1906)
«Мавритания» (англ. Mauretania) — британский пассажирский лайнер, принадлежавший компании «Кунард Лайн». В 1909 году лайнер установил рекорд скорости, завоевав «Голубую ленту Атлантики». Это достижение оставалось непревзойдённым до 1929 года, пока немецкий лайнер «Бремен» не улучшил его.

## Предпосылки к созданию
В 1897 году германский лайнер «Кайзер Вильгельм дер Гроссе» стал самым большим и самым быстрым судном в мире. Имея скорость в 22 узла (41 км/ч), он отобрал «Голубую ленту Атлантики» у лайнеров Кунард Лайн «Кампании» и «Лукании». Позже «Ленту» перехватил другой германский лайнер, «Дойчланд». В то же время американский финансист Дж. П. Морган со своей компанией «IMM» пытался монополизировать трансатлантические пути и уже приобрёл британскую компанию «Уайт Стар Лайн».
Чтобы восстановить престиж океанского путешествия не только с компанией «Кунард Лайн», но и с Великобританией, в 1903 году «Кунард Лайн» и Британское правительство пришли к соглашению — построить два суперлайнера — «Лузитанию» и «Мавританию», с гарантированной скоростью не менее чем 24 узла. Британское правительство выдало «Кунард Лайн» ссуду в размере 2 600 000 фунтов стерлингов для строительства двух больших судов с условием, что суда могли быть переоборудованы в вооружённые вспомогательные крейсеры в случае войны.

## Проект и строительство
«Мавритания» была сконструирована морским архитектором компании «Кунард Лайн» Леонардом Пескеттом. Оригинальный проект «Лузитании» и «Мавритании» Пескетта  в 1903 году представлял собой два трёхтрубных лайнера. В 1904 году «Кунард Лайн» решила изменить силовую установку и добавила дополнительные котлы — для вывода дыма из них Пескетт добавил четвёртую трубу.
В 1906 «Мавритания» была спущена на воду герцогиней Роксбург. На момент её спуска она была крупнейшим движущимся объектом и немного большей в валовом тоннаже, чем её сестра «Лузитания». Основным визуальным различием между «Мавританией» и «Лузитанией» было то, что Мавритания была на пять футов длиннее и имела другие воздухозаборники. «Мавритания» также имела два дополнительных ряда лопастей на турбине в своих передних паровых турбинах, делавших её немного быстроходнее «Лузитании».
При спуске на воду «Мавританию» сопровождало ещё судно, без которого создание «Мавритании» было бы невозможно — «Турбиния», первое в мире судно, приводившееся в движение паровой турбиной.

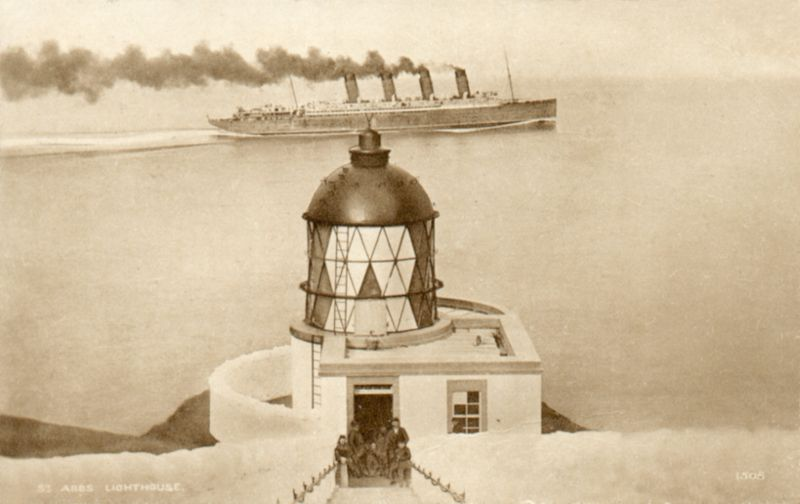
«Мавритания» на испытаниях

«Мавритания» была образцом судна эдвардианской эпохи, в отделке её общественных комнат было использовано 28 пород дерева, а также мрамор и гобелены. Деревянные панели, обшивавшие её общественные залы первого класса, были вырезаны мастерами из Палестины. Многоуровневый ресторан первого класса был украшен в стиле Франциска Первого и был увенчан большим куполом. Также были установлены лифты, редкая новая характеристика для лайнеров, лифты обвивали главные лестницы судна «Мавритании». Также была применена ещё одна новинка — «Verandah Café» на шлюпочной палубе, где пассажирам подавали напитки.

## Ранняя карьера

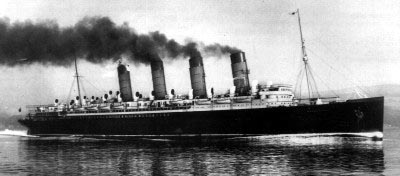

В своё первое плавание «Мавритания» вышла из Ливерпуля 16 ноября 1907 года в субботу под командой своего первого капитана — Джона Притчарда — и через месяц заполучила «Голубую ленту Атлантики», пересекая океан с запада на восток со средней скоростью в 23,69 узла (43,87 км/ч). В сентябре 1909 года «Мавритания» завоевала «Голубую ленту Атлантики», пересекая Атлантику на запад, на 20 лет. В декабре 1910 года «Мавритания» получила повреждения на реке Мерси, из-за чего был отменён её специальный быстрый рождественский рейс в Нью-Йорк. Это путешествие вместо «Мавритании» совершила «Лузитания» под командой капитана Джеймса Чарльза, который только вернулся из Нью-Йорка. В 1913 году Король Георг V и Королева Мэри, были на экскурсии по «Мавритании» — быстрейшему коммерческому судну Великобритании. Это лишь повысило репутацию и престиж судна. 26 января 1914 года, когда «Мавритания» была на ежегодном ремонте в Ливерпуле, во время работы над одной из паровых турбин в результате взрыва газового баллона шестеро мужчин были ранены, а четверо — погибли. Ущерб судну был минимальным, и «Мавритания» вернулась на линию через два месяца.

## Первая мировая война

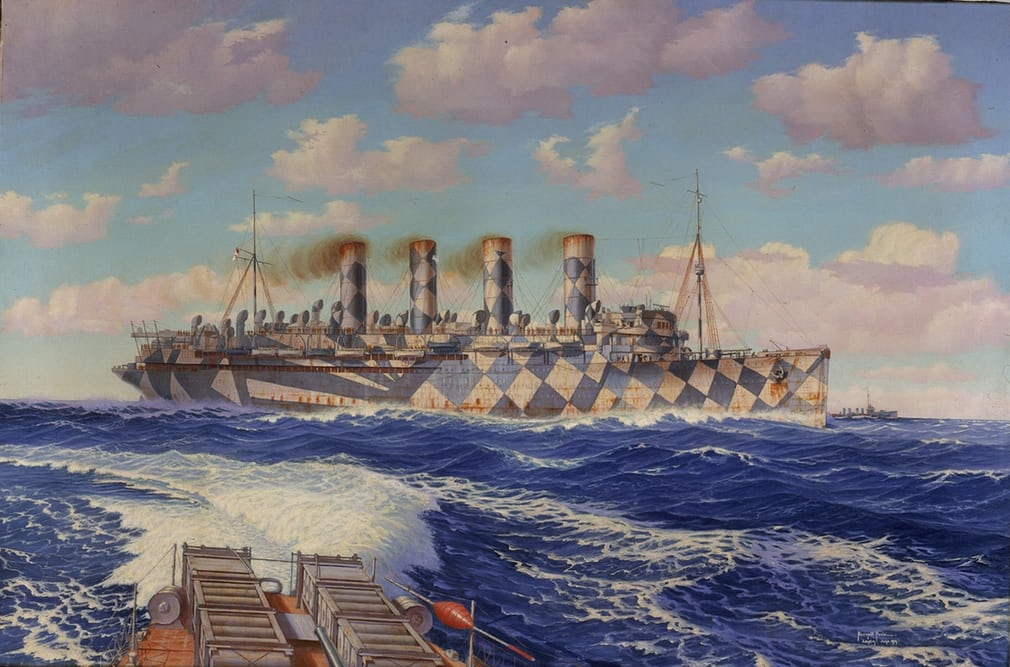
«Мавритания» в камуфляже времён Первой мировой войны

Вскоре после того, как Великобритания 4 августа 1914 года объявила войну Германии, «Мавритания» и «Аквитания» были реквизированы Британским правительством для использования их в качестве вооружённых коммерческих крейсеров, но их большие размеры и чрезмерное потребление топлива сделало их неподходящими для такого применения. Суда продолжили свою гражданскую службу 11 августа. Позже, из-за недостатка пассажиров, пересекающих Атлантику, «Мавритания» была поставлена на прикол в Ливерпуле до мая 1915 года, когда её сестра «Лузитания» была потоплена германской подлодкой.
«Мавритания» должна была сменить погибшую «Лузитанию», но была реквизирована британским правительством, чтобы служить в качестве войскового транспорта для перевозки британских войск в течение кампании в Галлиполи. Она была недосягаема для германских подлодок благодаря своей высокой скорости и выучке её команды. Как войсковой транспорт, «Мавритания» была выкрашена в разрушающий камуфляж, который при наведении на неё как на цель путал врагов.
Когда объединённые силы Британской империи и Франции начали нести большие потери, «Мавритания» была переоборудована в судно-госпиталь (вместе с её последователем — «Аквитанией» — и соперником из «Уайт Стар Лайн» — «Британником») для того, чтобы перевозить раненых до 25 января 1916 года. Семь месяцев спустя «Мавритания» снова стала военным транспортом, перевозя канадские войска из Галифакса в Ливерпуль. Её военная служба ещё не закончилась, когда Соединённые Штаты объявили войну Германии в 1917 году, и она стала перевозить тысячи американских солдат до конца войны. Разрушающий камуфляж не использовался, когда «Мавритания» служила как судно-госпиталь. На медицинской службе судно было выкрашено в белый цвет с большими медицинскими крестами.

## Послевоенная карьера
«Мавритания» вернулась на гражданскую службу 21 сентября 1919 года. Тем не менее, в 1921 году «Кунард Лайн» сняла её с линии, когда случился пожар на палубе Е и было решено провести тщательный осмотр. Она вернулась на верфь, где угольные котлы были заменены мазутными. Лайнер вернулся на трансатлантическую линию в марте 1922 года. Тем не менее, стало ясно, что судну-рекордсмену всё тяжелее поддерживать высокую скорость. Было очевидно, что её ранее революционные турбины нуждались в тщательном ремонте. В 1923 году был начат ремонт в Саутгемптоне, включающий демонтаж турбин «Мавритании». Когда половина работы была сделана, рабочие верфи забастовали, и работа остановилась, так что «Кунард Лайн» отбуксировали судно на другую верфь, в Шербур, где работа была завершена. В мае 1924 года судно вернулось на трансатлантическую линию.
В 1928 году интерьеры «Мавритании» были модернизированы. А в следующем году её скоростной рекорд был побит немецким лайнером «Бремен», шедшим со скоростью в 28 узлов (52 км/ч). 27 августа «Кунард Лайн» разрешили «океанской борзой» попытаться отбить рекорд у нового немецкого лайнера. Её двигатели были модифицированы и развивали большую мощность. Скорость возросла. Тем не менее, этого было недостаточно. «Бремен» был лайнером нового поколения — значительно мощнее и технологически более совершенный, чем стареющие «кунардеры». Но даже если «Мавритания» не могла опередить своего германского конкурента, судно било собственные рекорды скорости: как на восток, так и на запад. В 1929 году «Мавритания» столкнулась с паромом у Рифа Роббинса. К счастью, никто не пострадал, а полученные повреждения были быстро устранены. В 1930 году из-за Великой Депрессии и новых конкурентов на трансатлантической линии «Мавритания» стала круизным лайнером. Когда «Кунард Лайн» объединялась с «Уайт Стар Лайн» в 1934 году, «Мавритания», как и «Олимпик», и «Маджестик», и другие стареющие океанские лайнеры, считалась убыточной и была снята с линии.

## Закат карьеры

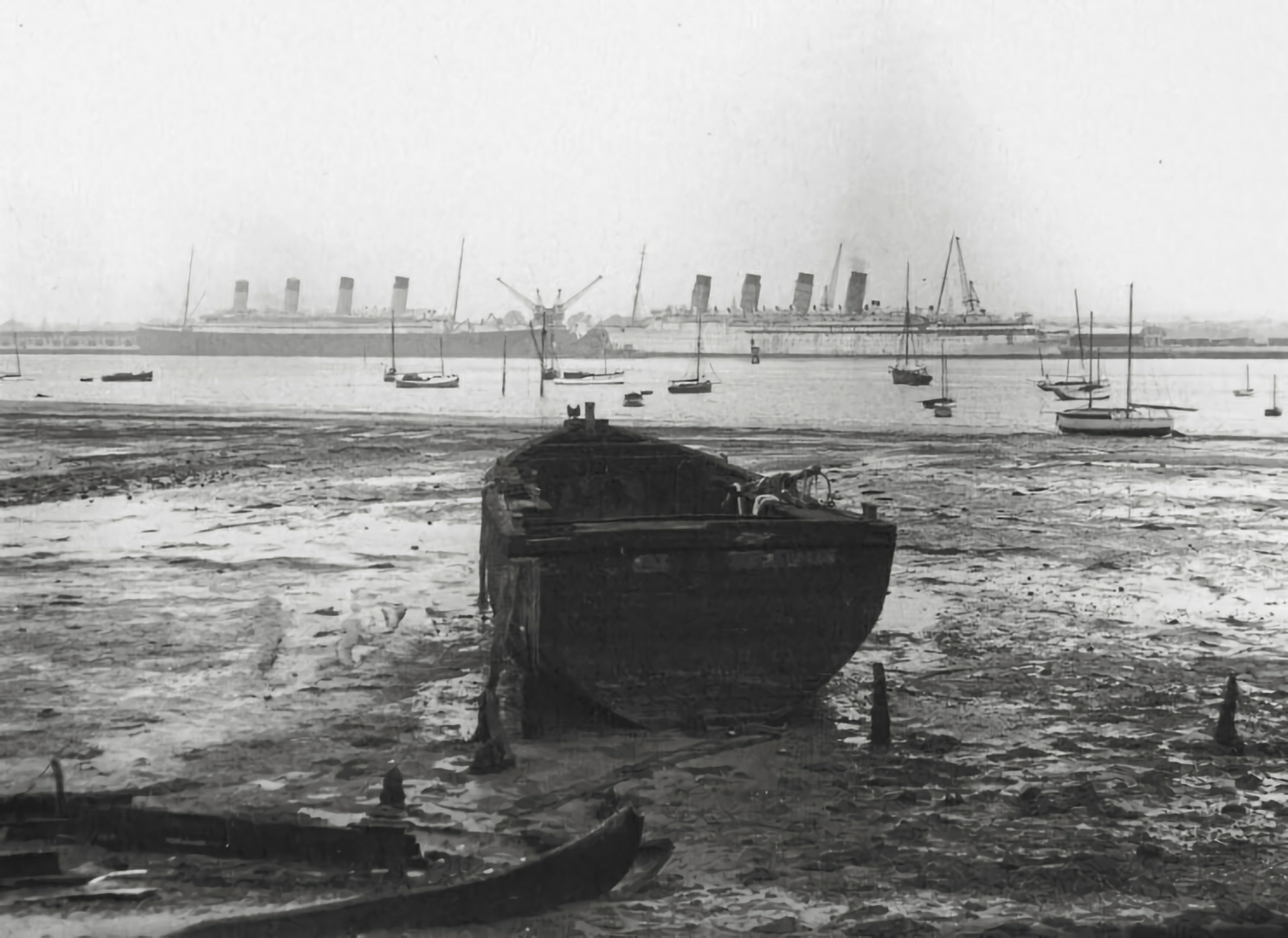
«Мавритания» (справа) и «Олимпик» в ожидании своей участи

«Кунард Лайн» сняла «Мавританию» с линии после последнего пересечения Атлантики на восток — из Нью-Йорка в Саутгемптон в сентябре 1934 года. Последний рейс был совершён со средней скоростью в 24 узла — её оригинальной договорной скоростью, — и «Мавритания» была поставлена на прикол в Саутгемптоне, ожидая свою судьбу около некогда флагмана «Уайт Стар Лайн» «Олимпика», завершив свою двадцативосьмилетнюю службу в «Кунард Лайн».
В мае 1935 года её мебель и отделка были выставлены на аукцион, а 1 июля она покинула Саутгемптон в последний раз. Один из её прежних капитанов, отставной коммодор сэр Артур Рострон — капитан «Карпатии» при спасении пассажиров с «Титаника», — пришёл повидать её в последнем отправлении из Саутгемптона. Рострон отказался подняться на борт «Мавритании» перед её последним путешествием, объяснив это тем, что ему было больно смотреть на «Мавританию» в таком виде.

## В искусстве
Пароход частично показывается и упоминается в анимационном сериале 1976 года «Кэнди-Кэнди». По сюжету Кэндис Уайт отправляется на учёбу из Нью-Йорка в Лондон именно на этом корабле, а спустя некоторое время, предположительно также на «Мавритании», уезжает в Нью-Йорк возлюбленный Кэнди — Террус Гранчестер.
На чудесную модель «Мавритании», выставленную в витрине берлинского магазина, любуется главный герой первого романа Владимира Набокова «Машенька». В одной из начальных сцен фильма Джеймса Кэмерона «Титаник» (1997) главная героиня Роза Д. Бьюкейтер упоминает «Мавританию».